# Iryna Mykolaivna Lapshyna
Iryna Mykolaivna Lapshyna (tiếng Ukraina: Ірина Миколаївна Лапшина; 4 tháng 8 năm 1961, Vinnytsia) là một nhà khoa học, nhà giáo người Ukraina. Bà có bằng Phó tiến sĩ Sư phạm. Bà hiện là Giáo sư khoa Giáo dục Mầm non và Tiểu học tại Đại học Sư phạm Nhà nước Mykhailo Kotsiubynskyi Vinnytsia.

## Tiểu sử
Iryna Mykolaivna Lapshyna sinh ngày 4 tháng 8 năm 1961, tại Vinnytsia trong một gia đình có bố mẹ là công chức nhà nước.
Năm 1982, bà tốt nghiệp Viện Sư phạm Nhà nước Vinnytsia ngành giáo dục tiểu học.

## Hoạt động chuyên môn
Sau khi tốt nghiệp, bà trở thành giáo viên tiểu học tại Trường phổ thông hỗn hợp số 29 tại thành phố Vinnytsia. tỉnh Vinnytsia. Bà làm giáo viên tại trường trong 3 năm, từ năm 1983 đến năm 1985).
Từ năm 1985, bà công tác tại khoa Giáo dục Mầm non và Tiểu học của Viện Sư phạm Nhà nước Vinnytsia.
Từ năm 1987 đến năm 1991, bà theo học chương trình đào tạo sau đại học của Viện Sư phạm, Viện Hàn lâm Khoa học Sư phạm Ukraina.
Từ năm 1991, bà công tác tại Đại học Sư phạm Nhà nước Mykhailo Kotsiubynskyi Vinnytsia. Bà đã giữ nhiều chức vụ tại trường như: giảng viên cấp cao (1991-1994), phó giáo sư (1994-1996), trưởng khoa (1996-1997), phó giáo sư (1997-2017), giáo sư khoa Giáo dục Mầm non và Tiểu học (từ năm 2017).
Tháng 6 năm 1992, bà đã bảo vệ luận án Phó tiến sĩ về "Hình thành kỹ năng viết chính tả ở cấp tiểu học trong giảng dạy chính tả tiếng Nga tại một trường học Ukraina" thuộc chuyên ngành 130002 - Lý thuyết và phương pháp giảng dạy (tiếng Nga) dưới sự hướng dẫn của Tiến sĩ khoa học Sư phạm Iryny Pylypivny Gudzyk
Năm 1995, bà được phong hàm Phó giáo sư khoa Sư phạm và Phương pháp giáo dục Tiểu học.
Năm 2005, bà tốt nghiệp danh dự tại Đại học Sư phạm Nhà nước Hryhorii Skovoroda Pereiaslav-Khmelnytskyi với bằng sư phạm và được cấp phép hành nghề giáo viên mầm non, giáo viên và luật sư trong các tổ chức giáo dục.
Bà cũng là Thư ký học thuật của Hội đồng học thuật của Đại học Sư phạm Nhà nước Mykhailo Kotsiubynskyi Vinnytsi.
Bà là thành viên chính thức của Hiệp hội nhà Tâm lý học ngôn ngữ Ukraina cũng như là thành viên ban điều hành của hiệp hội.
Từ năm 2020, bà là thành viên của hội nhóm "Học viện Phát triển Nhân cách" Lưu trữ ngày 7 tháng 3 năm 2021 tại Wayback Machine Lưu trữ ngày 7 tháng 3 năm 2021 tại Wayback Machine.

## Thành tựu khoa học
Bà là tác giả của hơn 300 ấn phẩm, 20 sách giáo khoa được Bộ Giáo dục và Khoa học Ukraina phê duyệt, chẳng hạn như «Буквар» (tạm dịch: Sách vỡ lòng), «Російська мова. 1-4 класи» (tạm dịch: Tiếng Nga. Lớp 1-4), «Літературне читання. 2-4 класи» (tạm dịch: Đọc văn. Lớp 2-4), hơn 25 sách giáo khoa và sách bài tập được Bộ Giáo dục và Khoa học Ukraina phê duyệt dùng cho giáo viên và học sinh bậc tiểu học, sinh viên đại học. Bà cũng tham gia nghiên cứu khoa học. Các công trình nghiên cứu của bà được ghi nhận trong cơ sở dữ liệu khoa học quốc tế Web of Science https://publons.com/researcher/1798101/lapshyna-n-irina/ Lưu trữ ngày 25 tháng 10 năm 2021 tại Wayback Machine
Lĩnh vực nghiên cứu của bà bao gồm giáo dục ngôn ngữ bậc mầm non, các vấn đề chung về giảng dạy ngôn ngữ và văn học ở trẻ em trong độ tuổi mẫu giáo và tiểu học (mục đích, nội dung, hình thức), lý thuyết và phương pháp giảng dạy ngôn ngữ (dành cho người bản ngữ / người không phải là người bản ngữ), đào tạo giáo viên về giảng dạy ngôn ngữ và văn học cho trẻ em ở độ tuổi mẫu giáo và tiểu học; các khía cạnh của trong việc chuẩn bị cho trẻ tới trường; công nghệ giảng dạy trong lĩnh vực giáo dục "ngôn ngữ và văn học".
Bà đã đào tạo 3 Phó tiến sĩ chuyên ngành Sư phạm.
Bà là thành viên các tổ công tác của chương trình thiết lập Tiêu chuẩn Nhà nước về Giáo dục Ngôn ngữ Tiểu học (2010-2011) và Chương trình Giáo dục Tiểu học (2012, 2016, 2018, 2019).
Năm 2017, bà là thành viên ban giám khảo vòng 3, cuộc thi Nhà giáo của năm 2017, hạng mục Tiểu học.

## Giải thưởng
- Giải thưởng "Ưu tú trong Giáo dục Ukraina [uk]" (2006)[11];
- Huy hiệu "Sofiia Rusova" [uk] (2009)[11];
- Huy hiệu "Vì Thành tựu Khoa học và Giáo dục" [uk] (2017);
- Giấy khen của Bộ Giáo dục và Khoa học Ukraina [uk], Viện Hàn lâm Khoa học Giáo dục Quốc gia Ukraina [uk], Ủy ban tỉnh và thành phố Vinnytsia, thống đốc tỉnh Vinnytsia [uk] và ban giám hiệu Đại học Sư phạm Nhà nước Mykhailo Kotsiubynskyi Vinnytsia.[11]

## Tác phẩm
Danh sách các tác phẩm của Iryna Mykolaivna Lapshyna trong hồ sơ của bà trên Google Scholar
- Lapshyna I. M., Zorka N.M. Російська мова та читання" підручник для 2 класу з навчанням російською мовою закладів загальної середньої освіти (2 phần). — 2019.
- Lapshyna I. M., Zorka N.M. Російська мова" підручник для 2 класу закладів загальної середньої освіти.— 2019.